# Грушка-Запорска
Грушка-Запорска (пол. Gruszka Zaporska) — деревня в Замойском повете Люблинского воеводства Польши. Входит в состав гмины Радечница. Находится примерно в 30 км к западу от центра города Замосць. По данным переписи 2011 года, в деревне проживало 305 человек.
В 1975—1998 годах деревня входила в состав Замойского воеводства.

## Население
Демографическая структура по состоянию на 31 марта 2011 года:
|         | Всего | До трудоспособного возраста | Трудоспособного возраста | Старше трудоспособного возраста |
| ------- | ----- | --------------------------- | ------------------------ | ------------------------------- |
| Мужчины | 160   | 25                          | 101                      | 34                              |
| Женщины | 145   | 11                          | 75                       | 59                              |
| Всего   | 305   | 36                          | 176                      | 93                              |